# ヨハン・バプティスト・ヴァンハル

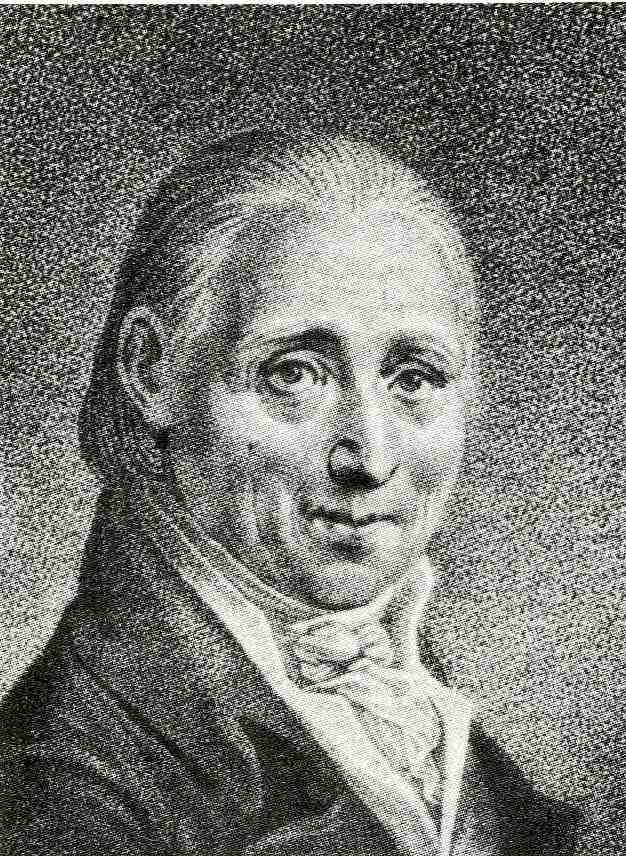
ヨハン・バプティスト・ヴァンハル

ヤン・クシュチテル・ヴァニュハル（Jan Křtitel Vaňhal, 1739年5月12日 - 1813年8月20日）は、ウィーン古典派の作曲家のひとり。ボヘミア出身だが、ヨハン・バプティスト・ヴァンハル（Johann Baptist Vanhal）のドイツ語名で有名。かつてはこの姓をvan Halのように解釈して、オランダ系とする説もあった。

## 生涯
ネハニツェでチェコ人の農民の家庭に生まれ、地方の音楽家から早期教育を受ける。初めはつましい暮らしをしていたが、やがて村のオルガニストや教会楽長として生計を立てることができるようになった。ヴァニュハルのヴァイオリン演奏を聴いたシャフゴーチュ（Schaffgotsch）伯爵夫人は、1760年にウィーンでディッタースドルフに作曲を学ぶことができるようにとりはからってくれた。その後も伯爵夫人は、ヴァニュハルが35歳になるまで、幅広く旅して、さらに音楽修業を積むことができるように支援を続けた。1784年のストーラス主催のカルテット・パーティーでヴァニュハルは、ハイドンやディッタースドルフ、モーツァルトとともに弦楽四重奏を演奏したと伝えられている。ウィーンでモーツァルトが1784年から1787年まで住んだ家の向かいのアパートにヴァニュハルは住んでいた。
ヴァニュハルはウィーンでは音楽教師として活動したが、作曲家として名声を博し、作曲だけで生計を立てることのできた、おそらく最初の作曲家だったと言い伝えられている。ヴァニュハルが交響曲を作曲すると2・3年のうちに、ヨーロッパばかりでなく遥かアメリカ合衆国でも演奏されるほど、作曲家として成功を収めた。需要に応じて大量に作曲しなければならず、100曲の弦楽四重奏曲と、少なくとも73の交響曲、95の宗教曲、膨大な数の器楽曲や声楽曲を遺している。これほどの成功と活躍にもかかわらず、ヴァニュハルは後に（おそらくうつ病のため）、ウィーンを離れて生活した。

## 作品
- レクイエム 変ホ長調 Weinmann XIX:Eb1
- ミサ・ソレムニス ハ長調 Weinmann XIX:C7
- ミサ・ソレムニス 変ホ長調
- スターバト・マーテル ヘ短調
- ボヘミアの羊飼いのミサ ト長調 Weinmann XIX:G4
- 交響曲 ハ長調「コミスタ」 Bryan C11 (1775-78?)
- 交響曲 ニ長調 Bryan D4 (1773-74?)
- 交響曲 ハ短調 Bryan c2 (1764-67?)
- 交響曲 ハ短調 Bryan c3 (1762-64?)
- 交響曲 ト短調 Bryan g1 (1767-68?)
- 交響曲 ト短調 Bryan g2 (1764-67?)
- 交響曲 ホ短調 Bryan e1 (1764-67?)
- 交響曲 ホ短調 Bryan e2 (1771-72?)
- 交響曲 ホ短調 Bryan e3 (1760-62?)
- 交響曲 ニ短調 Bryan d1 (1767-68?)
- 交響曲 ニ短調 Bryan d2 (1773-74?)
- 交響曲 イ短調 Bryan a1 (1773-74?)
- 交響曲 イ短調 Bryan a2 (1769-71?)
- 交響曲 ヘ短調 Bryan f1 (1773-74?)
- コントラバス協奏曲 ニ長調 Weinmann IIh:D1
- チェロ協奏曲 ハ長調 Weinmann IId:C1
- ヴァイオリン協奏曲 変ロ長調 Weinmann IIb:Bb1
- 弦楽四重奏曲 ハ短調 Op.1-4
- 3つのヴァイオリン・ソナタ Op.43
- 3つのカプリース Op.36